# Бонифика (Латина)
Бонифика је насеље у Италији у округу Латина, региону Лацио.
Према процени из 2011. у насељу је живело 54 становника. Насеље се налази на надморској висини од 28 м.